# Aleksander Halka-Ledóchowski

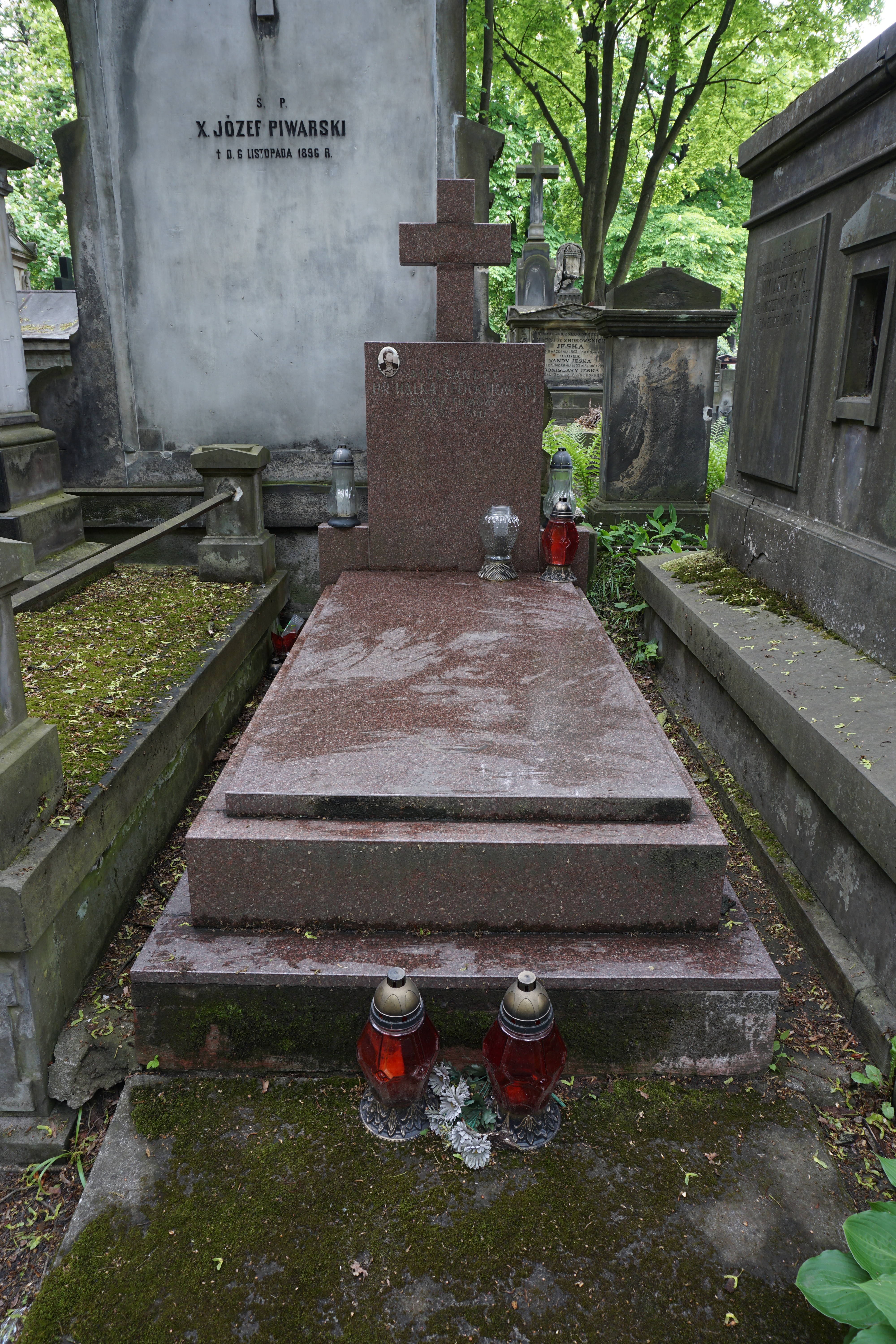
Grób Aleksandra Halki-Ledóchowskiego na cmentarzu Powązkowskim

Aleksander hrabia Halka-Ledóchowski (ur. 1933, zm. 1990) – polski krytyk filmowy, członek rodu Ledóchowskich.
Pochowany na cmentarzu Powązkowskim w Warszawie (kwatera 19-1-24).
Był jednym z bohaterów wystawy pt. „Ród Ledóchowskich – Ojczyźnie i Bogu” prezentowanej w Muzeum Warszawy w dniach 19 września – 30 listopada 2008 r.

## Wybrana bibliografia autorska[3]
- Ulotne obrazy (Polska Federacja Dyskusyjnych Klubów Filmowych, Warszawa, 1998, ISBN 83-910719-0-1)